# Бэнкрофт, Бронвин
Бронвин Бэнкрофт (англ. Bronwyn Bancroft, родилась в 1958) — австралийская художница и одна из первых австралийских модельеров, приглашённых для демонстрации своих работ в Париже. Бэнкрофт родилась в Тентерфилде, Новый Южный Уэльс, обучалась в Канберре и Сиднее, работала модельером, художницей, иллюстратором и арт-администратором.
В 1985 году Бэнкрофт открыла магазин под названием Designer Aboriginals, в котором продавались изделия, сделанные художниками-аборигенами, в том числе ей самой. Она была одним из основателей Кооператива художников-аборигенов Бумалли. Художественные работы Бэнкрофт находятся в Национальной галерее Австралии, Художественной галерее Нового Южного Уэльса и Художественной галерее Западной Австралии. Она создала художественные работы для более чем 20 детских книг, в том числе для «Времени мечты о Стрэдброке» писателя и активиста Уджеру Нунуккала, а также для книг художницы и писательницы Салли Морган. Бронвин получила заказы на дизайн, в том числе на внешний вид спортивного центра в Сиднее.
Бэнкрофт имеет долгую историю участия в общественной деятельности и управлении искусством, а также она была членом правления Национальной галереи Австралии. Её картина «Предотвращение СПИДа» (1992) была использована в кампании по повышению осведомлённости о ВИЧ/СПИДе в Австралии. Бэнкрофт работала в советах агентства по сбору авторских прав Viscopy и Tranby Aboriginal College, а также в Совете художников при Музее современного искусства в Сиднее.

## Ранние годы
Происходит из племени Банджаланг. Бэнкрофт родилась в 1958 году в Тентерфилде, городке в сельской местности Нового Южного Уэльса. Она была младшей из семи детей Оуэна Сесила Джозефа Бэнкрофта, известного как «Билл» — австралийского аборигена из клана Джанбун, — и Дот, которая имеет шотландские и польские корни. Бэнкрофт говорила, что её прапрапрабабушка Пемау была одной из двух или трёх оставшихся в живых из её клана, остальные были убиты, когда их землю заселил белый фермер. Её дед и дядя работали на местных золотых приисках. Она напомнила, что обучению её отца препятствовала дискриминация из-за того, что он был аборигеном. Отсутствие формального образования привело к тому, что ему приходилось работать вдалеке от дома, резать железнодорожные шпалы, в то время как её мать работала дома портнихой. Отец Бэнкрофт был инженером во время Второй мировой войны, управляя баржами в Маданге и Рабауле.
Следуя совету своего отца о важности получения образования или профессии, Бэнкрофт закончила среднюю школу в Тентерфилде, прежде чем переехать в Канберру в 1976 году со своим будущим мужем Недом Мэннингом, который также был её учителем. Там Бэнкрофт получила диплом по визуальным коммуникациям в Школе искусств Канберры, затем получила степень магистра студийной практики и магистра визуальных искусств (живопись) в Сиднейском университете. Бэнкрофт так и не вернулась, чтобы жить в Тентерфилде, хотя три её сестры жили там в 2004 году. Её отец умер примерно в 1990 году. У Бэнкрофт трое детей: Джек родился в 1985 году, Элла — в 1988 году. Она рассталась с Мэннингом, когда они были очень молоды; её третий ребёнок Рубироуз родилась в 1999 году. Джек был удостоен награды «Молодой австралиец года штата Новый Южный Уэльс» в 2010 году за его работу по организации наставничества для школьников из числа коренного населения.

## Карьера

### Искусство и дизайн
Бэнкрофт была одним из основателей Кооператива художников-аборигенов Бумалли, одной из старейших в Австралии организаций художников-аборигенов, основанной в 1987 году. В течение первых двух десятилетий она занимала должности председателя, директора и казначея. В 1985 году она открыла магазин в Сиднее под названием Designer Aboriginals, в котором продавались работы дизайнеров, в том числе её собственные изделия, и в нём работали её ученицы из числа коренного населения. Бэнкрофт, Юфимия Босток и Мини Хит были первыми австралийскими модельерами, приглашёнными для показа своих работ в Париже, где рисунки Бэнкрофт на ткани были выставлены на показе моды Printemps в 1987 году. Два года спустя, в 1989 году, она участвовала в лондонской выставке «Австралийская мода: современное искусство». Несмотря на эти успехи, она отошла от индустрии моды, рассказав в 2005 году в интервью, что не занималась дизайном тканей 15 лет. Описанная как «инстинктивная колористка», Бэнкрофт с тех пор работала в основном как художница и разработала «яркий стиль, напоминающий витражи». Она упомянула как оказавших на неё влияние американскую художницу Джорджию О’Кифф, европейских художников Жоана Миро, Василия Кандинского и Марка Шагала, а также художников из числа коренных народов Австралии, таких как Эмили Нгварри, Ровер Томас и Мэри Маклин.
Первоначально известная как дизайнер тканей и текстиля, Бэнкрофт работала со многими художественными СМИ, включая «ювелирный дизайн, живопись, коллаж, иллюстрацию, скульптуру и предметы интерьера». Произведения Бэнкрофт хранятся в Национальной галерее Австралии, Художественной галерее Нового Южного Уэльса, Художественной галерее Западной Австралии и Художественной галерее Квинсленда. В Национальной галерее хранится один из её скринпринтов, «В ловушке» («Entrapped»), созданный в 1991 году. В период с 1989 по 2006 год Бэнкрофт провела восемь персональных выставок и участвовала как минимум в 53 групповых выставках, включая выставки в Австралийском музее в Сиднее, Национальной галерее Австралии в Канберре и Национальной галерее Виктории. Её произведения искусства выставлялись в Индонезии, Новой Зеландии, США, Франции и Германии.
В 2004 году Бэнкрофт было поручено разработать большую фреску, покрывающую экстерьер спортивного центра с двумя баскетбольными площадками в Tempe Reserve в Марриквилле, Новый Южный Уэльс. На фреске изображены змея, мужчина и женщина, представляющие как библейские истории, так и истории творения коренных австралийцев. Она также включает в себя гоанну, тотем предков коренных жителей района Марриквилл, народа Вангал.
Бэнкрофт рискнула иллюстрировать детские книги в 1993 году, когда она предоставила иллюстрации для Fat and Juicy Place, написанной Дайанной Кидд. Книга вошла в шорт-лист Книги года Австралии по версии Совета по детской книге и получила премию Австралийской мультикультурной детской книги. В том же году она проиллюстрировала Stradbroke Dreamtime активиста из числа коренных народов и писателя Уджеру Нунуккала. Она была третьим художником, предоставившим изображения для последующих изданий книги, первое издание которой было выпущено в 1972 году. С тех пор Бэнкрофт написала работы для более чем 20 детских книг, в том числе некоторые из них для выдающейся австралийской писательницы и художницы Салли Морган, которую она считает своим наставником и другом. Эти книги включают «Дедушку Дэна» (1996 г.) и «Путешествие Сэма через кусты» (2009 г.). Две художницы сотрудничали в 1991 году на выставке гравюр в художественной галерее Уоррнамбула в Виктории. Исследователь и куратор музея Марго Нил описала искусство Бэнкрофт и Морган как изображение «их отношения к стране и семье в, как правило, громких произведениях, празднование и ознаменование через личные или коллективные истории в основном в образных повествованиях».
Помимо работы с известными писателями, Бэнкрофт самостоятельно создала ряд детских книг, в том числе «Австралийские 1-2-3 о животных» и «Австралийскую азбуку животных», которые были положительно оценены как творческие и хорошо иллюстрированные. Её стиль иллюстрации был описан как «смелый и загадочный» и как «традиционное изображение австралийских аборигенов, выполненное в ярких, привлекательных цветах». В 2009 году Бэнкрофт получила медаль Дромкина за вклад в развитие детской литературы. В мае 2010 года генерал-губернатор Австралии Квентин Брайс выпустила последнюю книгу Бэнкрофт «Почему я люблю Австралию». Г-жа Брайс, давняя сторонница работ Бэнкрофт, сказала: «Почему я люблю Австралию — это произведение и название, которые, опять же, многое говорят об авторе и иллюстраторе. Она просто и изысканно радуется, рассказывая историю этой великолепной священной земли, которую мы разделяем: горы, реки и ущелья; моря и коралловые рифы; луга и кустарники; солончаки и снег; дома и улицы; украшенное драгоценностями ночное небо и многое другое».
Искусство Бэнкрофт также появилось в публикациях ряда других лиц и организаций, в том числе в качестве обложек для книг из Австралийского музея и Департамента образования Нового Южного Уэльса, для романа Ларисы Берендт «Дом», и для спорных автобиографических рассказов Роберты Сайкс «Змеиная колыбель» и «Танцы змей», среди прочих.

### Администраторство и активизм
Бэнкрофт активно участвовала в художественных организациях и два срока работала в совете директоров Национальной галереи Австралии в 1990-х годах. С 1993 по 1996 год она была председателем Совета изобразительных искусств Министерства искусств Нового Южного Уэльса и Национальной организации по защите прав коренных народов. В преддверии летних Олимпийских игр 2000 года в Сиднее Бэнкрофт была членом комитета по дизайну, консультирующим по вопросам разработки официального логотипа игр, и выступала в качестве судьи на премии Country Energy Art Prize стоимостью 35 000 долларов США. Бэнкрофт была членом совета директоров австралийского агентства по сбору авторских прав Viscopy, и на этой должности была защитником лицензионных прав художников от перепродажи. Она отметила, что «гонорары за перепродажу являются неотъемлемым звеном в улучшении неотъемлемых прав австралийских художников на справедливый доход». В 2005 году она была членом Консультативной группы художников Сиднейского музея современного искусства, а также членом Совета художников музея. Она работала в правлении учебной организации коренных народов, Колледжа аборигенов Транби.
В рамках своих художественных работ Бэнкрофт проявляла заботу о целом ряде социальных проблем, в частности о тех, которые касаются коренных австралийцев. Её картина «Предотвращение СПИДа» (Prevention of AIDS, 1992) была воспроизведена на плакатах и открытках, направленных на повышение осведомленности о ВИЧ/СПИДе, и была одним из нескольких её изображений, заказанных федеральным министерством здравоохранения для освещения проблем, связанных с этой болезнью среди коренного населения. В 2000 году, через два года после смерти активистки Мамы (Ширл) Смит, Бэнкрофт и Кооператив художников-аборигенов Бумалли организовали благотворительную выставку произведений искусства в честь Смит.
Бэнкрофт — директор австралийской некоммерческой организации «Опыт наставничества коренных народов», целью которой является повышение количества поступающих в старшие классы средней школы и университетов для студентов из числа коренных народов. Она преподавала и наставляла школьников из числа коренных народов, таких как Джессика Бирк, победительница первой премии Совета Австралии для начинающих и молодых художников в мае 2009 года.

## Избранные опубликованные работы
- Walking the boundaries (иллюстратор), Angus & Robertson[англ.], 1993, ISBN 0-207-17796-1[49]
- Stradbroke dreamtime (иллюстратор), Angus & Robertson, 1993, ISBN 0-207-17938-7[50]
- Dirrangun (иллюстратор), Angus & Robertson, 1994, ISBN 0-207-18482-8[12][51]
- Dan's Grandpa (иллюстратор), Fremantle Press[англ.], 1996, ISBN 1-86368-159-0
- Leaving (иллюстратор), Roland Harvey[англ.], 2000, ISBN 0-949714-75-5[52]
- The Outback (иллюстратор), с Аннализой Портер, Magabala Books[англ.], 2005, ISBN 1-875641-86-6
- An Australian ABC of Animals, Little Hare Books, 2005, ISBN 1-877003-97-2
- Ready to Dream (иллюстратор), Bloomsbury, 2008, ISBN 978-1-59990-049-0[53]

## Основные коллекции
- Artbank[англ.][13]
- Художественная галерея Нового Южного Уэльса[13]
- Библиотека Нового Южного Уэльса
- Художественная галерея Западной Австралии[англ.][13]
- Австралийский музей[13]
- Департамент премьер-министра и кабинета министров (Австралия)[англ.][13]
- Национальная галерея Австралии[13]
- Национальный музей Австралии[13]
- Нью-Йоркская публичная библиотека Print Collection[13]
- Ньюаркский музей[13]
- Здание Парламента Art Collection[13]
- Художественная галерея Квинсленда[13]

## Сноски
1. ↑  Бэнкрофт самоидентифицируется в качестве аборигена и признана таковой в своём сообществе[2]. Этот термин использовался в Верховном суде Австралии для обозначения "лица аборигенного происхождения, хотя и смешанного, которое идентифицирует себя в качестве такового и которое признано сообществом аборигенов аборигеном..."[3] Это определение широко распространено и берёт своё начало в работе Департамента по делам аборигенов Австралии в 1980-х годах[4]. Быть аборигеном или коренным жителем не значит иметь определённый цвет кожи[5]; ключевым элементом является самоидентификация и признание сообщества коренных народов[6]